# Jacoba Hol
Jacoba Brigitta Louisa Hol, née le 21 septembre 1886 à Anvers et morte le 15 octobre 1964 à Meerssen est une géographe néerlandaise. Ses recherches portent sur la géomorphologie des moyennes montagnes, notamment des Ardennes. Elle participe à l'élargissement de la discipline géographique aux Pays-Bas. En 1945, elle est nommée professeure de géographie physique à l'Institut géographique de l'université d'Utrecht, ce qui fait d'elle la première femme professeure ordinaire (nl) aux Pays-Bas.

## Biographie
Jacoba Hol naît le 21 septembre 1886. Elle est la fille de Maria Theresia Koene et du compositeur Richard Hol, mais le couple se marie seulement en 1897,. En 1907, Jacoba Hol s'inscrit à l'université d'Utrecht pour étudier les mathématiques et la physique et obtient son diplôme en 1912. Sous la direction du géographe allemand Karl Oestreich, premier professeur de géographie physique au Pays-Bas, elle comme à rédiger sa thèse sur le système fluvial des Ardennes. À partir de 1915 et jusqu'en 1946, elle est son assistante à l'institut géographique de l'université d'Utrecht. Elle participe aux recherches, traduit ses articles en néerlandais, et s'occupe de l'organisation des excursions pédagogiques pour les élèves,. « Coba » s'y fait connaître pour sa gaieté et son optimisme et est appelée la « mère de l'institut » pour son « dévouement affectueux et inimitable » envers le public étudiant,. Elle commence à travailler comme professeure de mathématiques et de physique dans une école secondaire et est un temps nommée professeure de géographie physique et de géologie aux cours catholiques (nl) de Tilburg. En 1916, Jacoba Hol soutient sa thèse « Beiträge zur Hydrographie der Ardennen (Contributions à l'hydrographie des Ardennes) »,.  

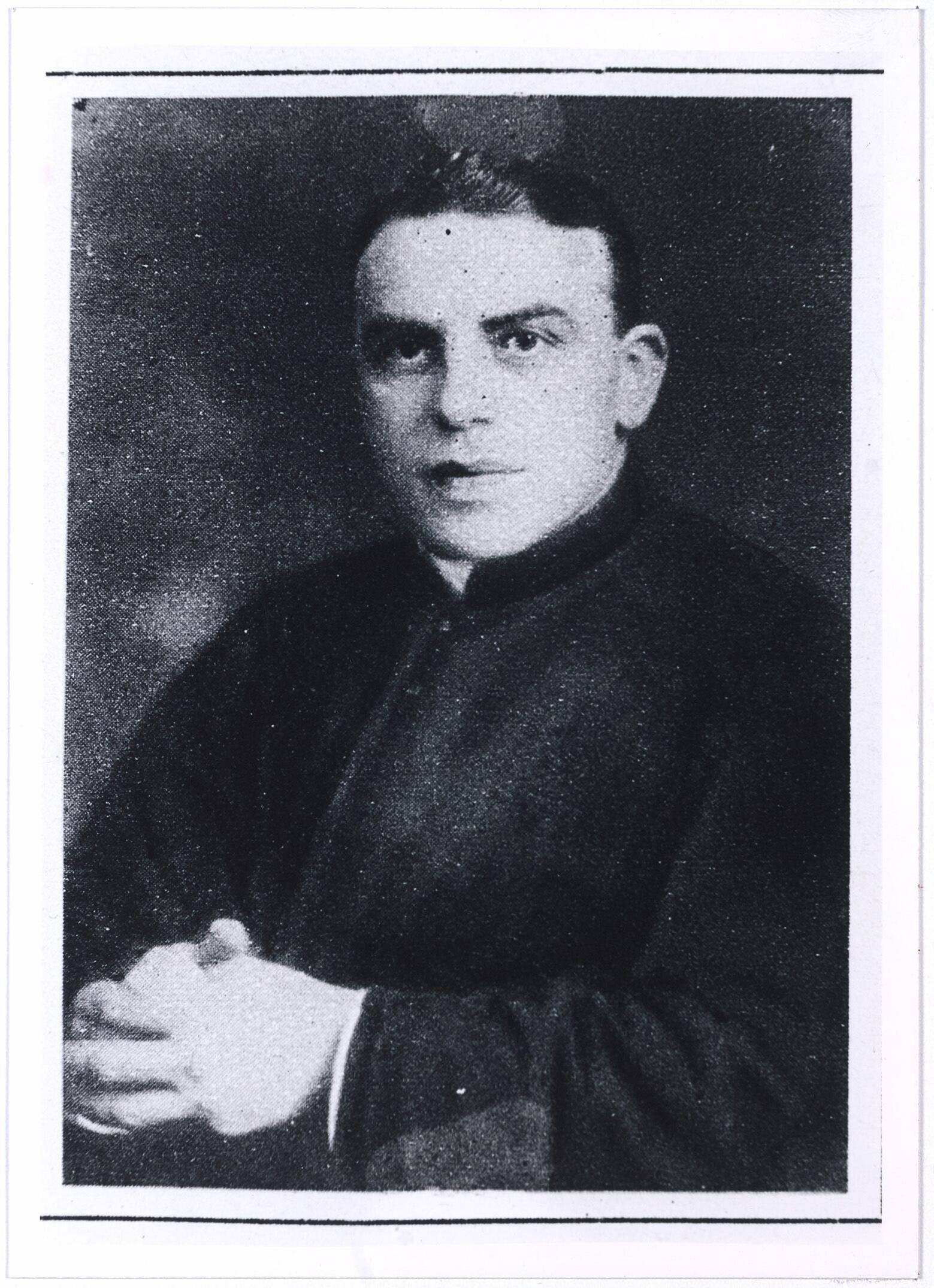
Le recteur Thomas Goossens.

En 1921, elle fait campagne pour le deuxième recteur, Thomas Goossens. Lorsqu'il devint recteur de l'école catholique romaine Handelshogeschool en 1927, il nomme Jacoba Hol chargée de cours : elle est officiellement autorisée à donner des conférences dans ce qui devient plus tard l'université de Tilbourg. 
En 1943, elle siège au comité de la Société royale de géographie des Pays-Bas (nl), qui examine la réorganisation de l'enseignement universitaire en géographie physique après la guerre. 
Jacoba Hol développe également la première formation de destinée aux professeurs de géographie. Jusqu'à sa nomination comme professeure en 1945, elle se rend chaque samedi aux cours catholiques (nl) de Tilburg pour former des enseignants. 
En 1945, Jacoba Hol est nommée professeure à Utrecht, succédant à son directeur de thèse, ce qui fait d'elle la première femme professeure « ordinaire » aux Pays-Bas. Elle consacre beaucoup de temps, en tant que directrice par intérim, à la reconstruction de l'Institut géographique de l'université d'Utrecht, endommagé par la Seconde guerre mondiale.
En 1958, à l'âge de presque 72 ans, elle devient professeure émérite et le géographe Jan Zonneveld (nl) prend sa suite.

## Travaux

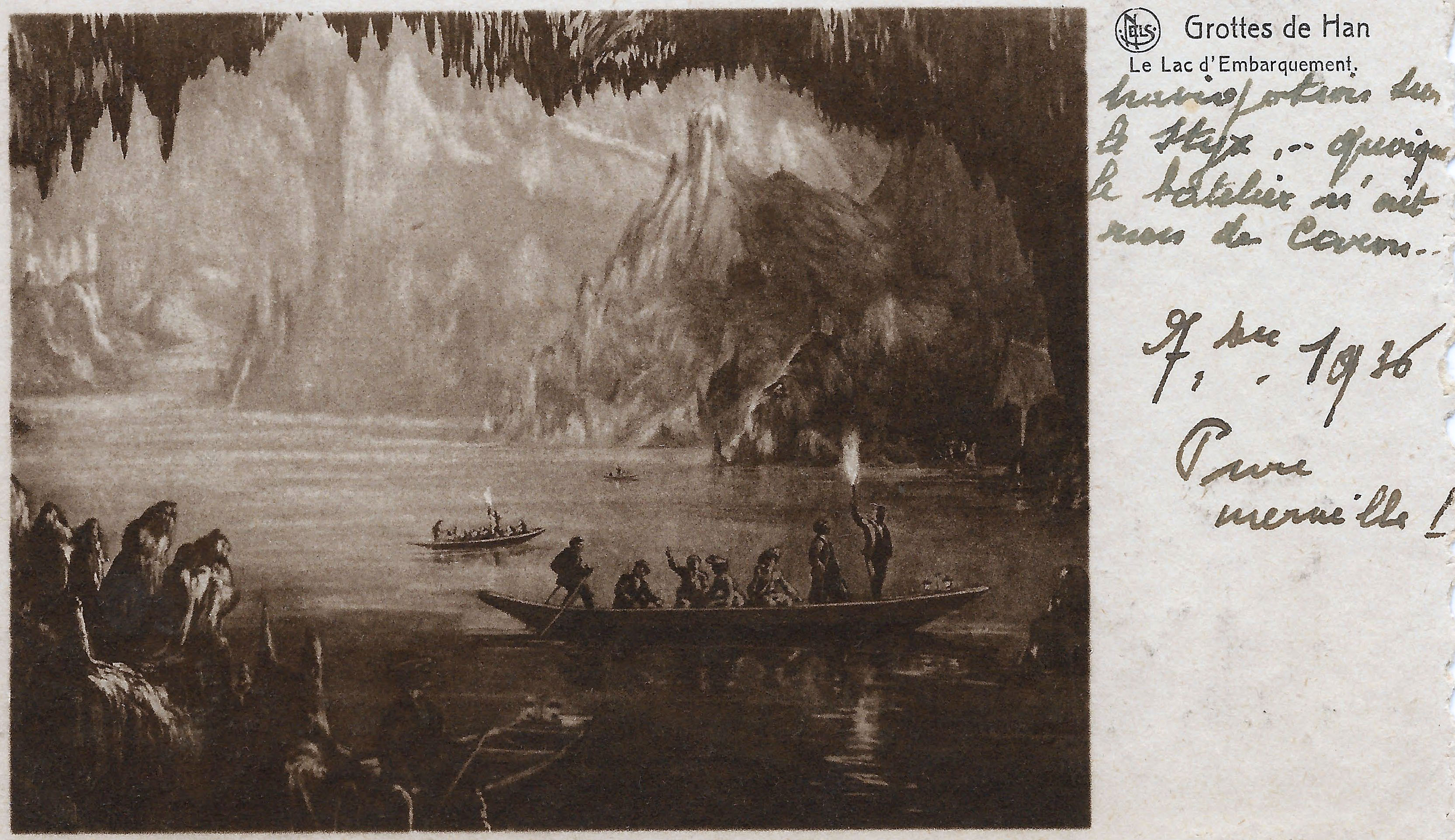
Carte des Grottes de Han postée en 1936.

Jacoba Hol commence sa carrière au début du XXe siècle, alors que la géographie devient une science moderne et indépendante de la géologie.

### Recherches de géomorphologie sur les Ardennes
Jacoba Hol travaille, dans la lignée des travaux de Karl Oestreich, sur la géomorphologie. Elle s'intéresse particulièrement à la formation des montagnes, notamment les chaînes de montagnes basses. Au cours de ses années à Tilbourg, une grande partie de ses recherches se sont concentrées sur l'origine des méandres. Elle publie, entre autres, sur les Grottes de Han et les méandres de la Meuse entre Mézières et Givet. Jacoba Hol s'intéresse à la glaciation, et « Une vallée glaciaire dans les Vosges », avec des preuves d'érosion glaciaire dans la vallée de Malte,. 

### Développement de la géographie

Jacoba Hol en 1957 sur le terrain au Luxembourg.

L'une des principales influences de Jacoba Hol porte sur l'élargissement du champ de la géographie. Grâce à ses nombreux travaux de terrain à l'étranger, elle dispose d'un vaste réseau international, qu'elle mobilise pour jeter des ponts entre les sciences et élargir le champ scientifique. Ce réseau abouti à l'ajout de l'interprétation de photos aériennes et à l'introduction de la science des sols à la géographie physique. Grâce aux photographies aériennes du Centre international de formation aux levés aériens (nl) de Delft, les recherches sur des phénomènes de l'holocènes tels que la végétation, les eaux de surface, l'utilisation des terres et les détails du relief sont possibles. Ses étudiants y trouvent un emploi après leurs études. L'introduction de la science du sol grâce à la collaboration avec le professeur Cornelis Edelman (nl) fourni davantage d'informations sur le lien entre le relief et le sol, la végétation et le monde animal.

### Diffusion de la géographie auprès du grand public

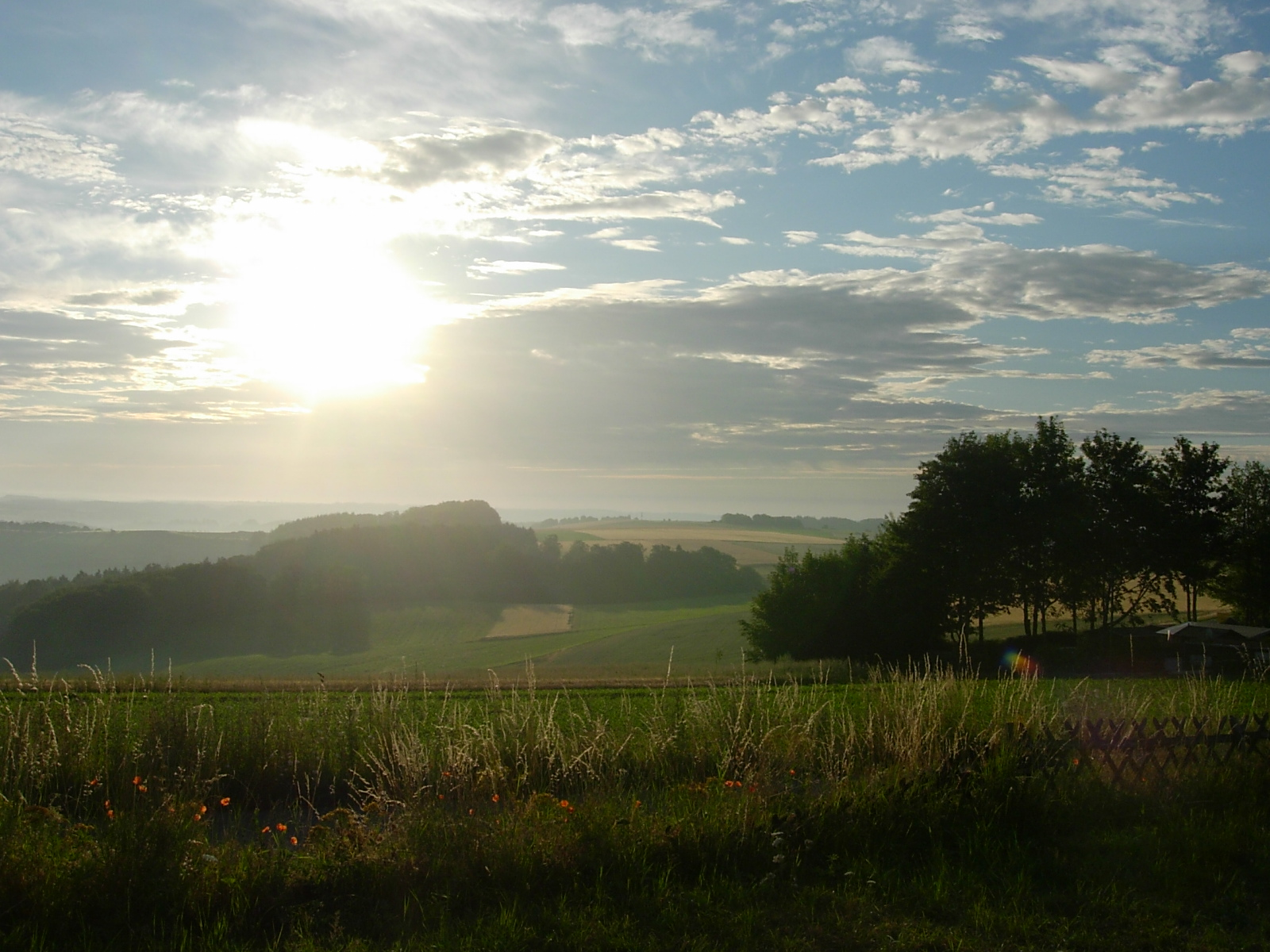
Paysage de l'Eifel.

Jacoba Hol considère que partager ses connaissances fait partie de sa tâche de scientifique. Elle écrit donc, en plus de ses articles académiques, dans les médias grand public. Elle rédige un article sur le massif de l'Eifel en le conseillant comme terrain d'excursion dans le Journal for Education in Geography. Elle écrit un article sur les grottes de Han dans le magazine Onze Aarde, destiné aux jeune public. Elle publie également des ouvrages généralistes sur l'avancement de la géographie, comme Cinquante ans de géomorphologie.

## Hommages
En 2012, une peinture la représentant est accrochée dans la salle du Sénat du bâtiment de l'Académie.
En 2016, sa biographie sur Wikipédia en néerlandais est rédigée par les élèves de l'université d'Utrecht et des photos mises en libre-accès grâce à un partenariat entre son ancienne université et Wikimédia Pays-Bas (nl),.

## Publications
- (nl) Jacoba Hol, Beiträge zur Hydrographie der Ardennen [« Contributions à l'hydrographie des Ardennes »], 1916, 160 p.
- (nl) Jacoba Hol, Das Problem der Talmäander. [« Le problème des méandres forcés. »], Borntraeger, 1938
- (nl) Jacoba Hol, Meanders, hun beteekenis en ontstaan. [« Les méandres, leur signification et leur origine. »], Brill, 1939
- (nl) Jacoba Hol, Een morfologisch probleem der Ardennen-schiervlakte. [« Un problème morphologique de la plaine ardennaise »], 1945
- (nl) Jacoba Hol, Geomorfologie [« Géomorphologie »], Rijksuniversiteit. Geographisch Institut, 1948
- (nl) Jacoba Hol, Vijftig jaren geomorfologie. [« Cinquante ans de géomorphologie »], Dekker, 1957
- (nl) Jacoba Hol, De geomorfologische landschappen van Nederland. [« Les paysages géomorphologiques des Pays-Bas. »], Erven JJ Tijl, 1959